# Мелвилл, Майкл

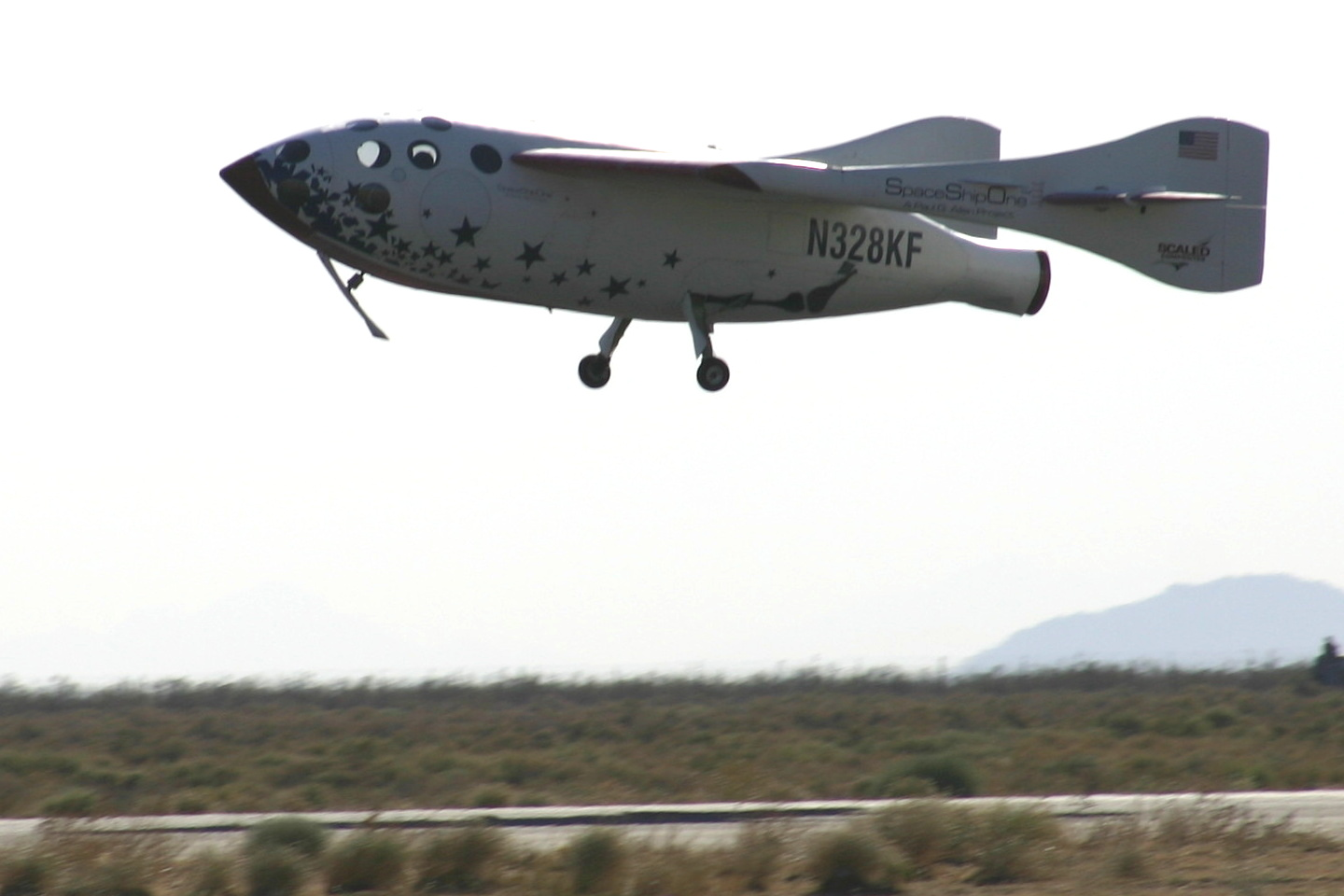
SS1.

Майкл Ме́лвилл (англ. Michael Melvill; род. 11 ноября 1940, Йоханнесбург) — пилот первого частного пилотируемого коммерческого суборбитального космического корабля SpaceShipOne, совершивший на нём некоторое количество (зависит от признания или непризнания ряда из них таковыми) суборбитальных космических полетов. Пилотировал, в частности, самый первый полёт в 2004 году.

## Статус
Так как для того, чтобы быть признанным космонавтом, нужно совершить минимум один виток вокруг Земли, а для получения статуса астронавта в США достаточно одного суборбитального (выше 50 миль — по классификации ВВС США), Майкл является астронавтом, но не космонавтом.